# Dendrosicyos socotranus
Dendrosicyos socotranus ist ein Vertreter der Kürbisgewächse (Cucurbitaceae). Die Art ist der einzige Vertreter der Gattung Dendrosicyos. Sie kommt nur auf der Insel Sokotra vor und wächst baumförmig.

## Beschreibung
Dendrosicyos socotranus wächst als eine der ganz wenigen Arten der Kürbisgewächse baumförmig. Sie wird bis 7 m hoch und hat einen flaschenförmigen, wenig verzweigten Stamm aus weichem Holz (Pachycaulie). Der Stamm erreicht Durchmesser von bis zu einem Meter. Zahlreiche Äste und kleine Zweige wachsen auch aus dem Stamm, ein Unterschied zu anderen Vertretern der Wuchsform Flaschenbaum. Der Hauptstamm wächst sympodial: die Sprossspitze neigt sich, bis sie nicht mehr der höchste Punkt der Pflanze ist; vom nun höchsten Punkt entspringt ein neuer Spross, der das Spitzenwachstum übernimmt. Dieser Vorgang wiederholt sich immer wieder. 
Der Stamm besteht großteils aus Parenchym. Darin eingebettet befinden sich kleine Xylemstränge, die untereinander vernetzt sind (anastomosieren). Diese Xylemstränge besitzen ein Kambium, das sekundäres Phloem bildet. Es gibt nicht ein durchgehend aktives Kambium, es wird nacheinander immer wieder weiter an der Peripherie ein neues Kambium gebildet (sukzessives Kambium). Dendrosicyos ist der erste Vertreter der Kürbisgewächse, bei dem ein solches Folgemeristem nachgewiesen wurde. 
Die einfachen und gestielten, gelappten bis geteilten Laubblätter sind rund 10 cm lang und breit, ihr Blattrand ist stachelig gezähnt. Sie sind im Umriss eiförmig und leicht herzförmig. Der Blattstiel ist stachelig. Die Oberseite der Spreite ist mehr oder weniger stachelig behaart und verkahlend. An der Unterseite sitzen Haare aus zwei bis sieben Zellen, wobei die beiden Zellen an der Spitze häufig Cystolithen beinhalten. Die Epidermiszellen sind verholzt, die Oberfläche trägt eine dicke Cutinschicht. 
Die Blüten stehen in armblütigen Blütenständen in den Blattachseln. Die Art ist monözisch, bildet also männliche und weibliche Blüten an einer Pflanze. Die eingeschlechtlichen Blüten mit doppelter Blütenhülle sind gelblich-orange mit langen Kronzipfeln. Die orangen Früchte sind eiförmig bis ellipsoid, bis 4 cm lang und springen zur Reife auf. Die Samen sind rund 6 mm groß.
Die Pflanze enthält Dendrosycin, ein Isocucurbitacin mit ungewöhnlicher Ringbildung.

## Verbreitung und Standorte
Dendrosicyos socotranus kommt nur auf der Insel Sokotra, einer Insel vor dem Horn von Afrika vor. Sie wächst hier im Buschwald. Durch die anatomischen Merkmale von Stamm (viel Parenchym) und Blättern ist die Art gut an Trockenstandorte angepasst.

## Systematik
Die Gattung wird innerhalb der Kürbisgewächse in die Unterfamilie Cucurbitoideae und hier in die Tribus Coniandreae gestellt. Dendrosicyos ist die basalste Sippe innerhalb der Tribus, ihre Schwestergruppe sind alle übrigen Gattungen der Tribus.
Art und Gattung wurden von Isaac Bayley Balfour 1882 erstbeschrieben. Der Name Dendrosicyos socotranus bedeutet „Gurkenbaum aus Sokotra“.